# 와다마치역
와다마치역(일본어: 和田町駅)은 일본 가나가와현 요코하마시 호도가야구에 위치한 사가미 철도 본선의 역이다. 역 번호는 SO06이다.

## 역 구조
상대식 승강장 2면 2선의 교상역이다. 요코하마 방면 승강장의 상행 플랫폼은 폭이 좁다. 교상 역사는 호시카와 쪽에 입지한다. 본 역사는 자유 통로의 역할을 겸하고 있어서 역전 건널목이 붐비는 러시아워 시간 등에 많이 이용된다.
에스컬레이터는 설치되지 않았지만, 출입구 - 개찰 외 대합실 간 및 개찰 내 대합실 - 승강장 사이를 각각 연결하는 엘리베이터가 설치되어 있다. 화장실은 하행 승강장 중앙에 있는 유니버설 디자인의 일환으로서 다기능 화장실을 병설한다.

### 승강장
| 번호 | 노선 | 방향 | 행선                                        |
| ---- | ---- | ---- | ------------------------------------------- |
| 1    | 본선 | 하행 | 후타마타가와・야마토・에비나・쇼난다이 방면 |
| 2    | 본선 | 상행 | 요코하마 방면                               |

## 역 주변
남쪽 출입구의 로터리는 매우 좁고 항상 붐빈다. 이 때문에, 이곳을 발착하는 버스는 시간까지 다른 장소에서 대기하는 형태를 취하고 있다. 북쪽 출입구에는 국도 제16호선까지 상점가가 이어져 있어 국도를 넘는 구릉지 주택지가 들어서 있고 그 다음에 요코하마 국립 대학으로 이어지고 있다. 역 주변에는 학생들의 물건이 많아, 대학가로서 발달되었다.
- 와다마치 상점가
- 요코하마 국립 대학 도키와다이 캠퍼스
- 도키와 공원
- 가나가와 현립 호도가야 공원
- 요코하마 시립 시민 병원
- 요코하마 와다 우체국
- 요코하마 은행 와다마치 지점

## 역사
본 역이 개통하기 전에는 호시카와 역과의 중간에 도키와엔시타 역이 설치(1930년 9월 20일 개통)되고 전후 휴지가 되었지만, 현재지로 이전하는 형태로 부활했다.
- 1952년 8월 15일: 영업 개시.
- 1969년 4월 14일: 교상 역사 완공[1].
- 2016년: 역 리뉴얼 개시.

## 사진

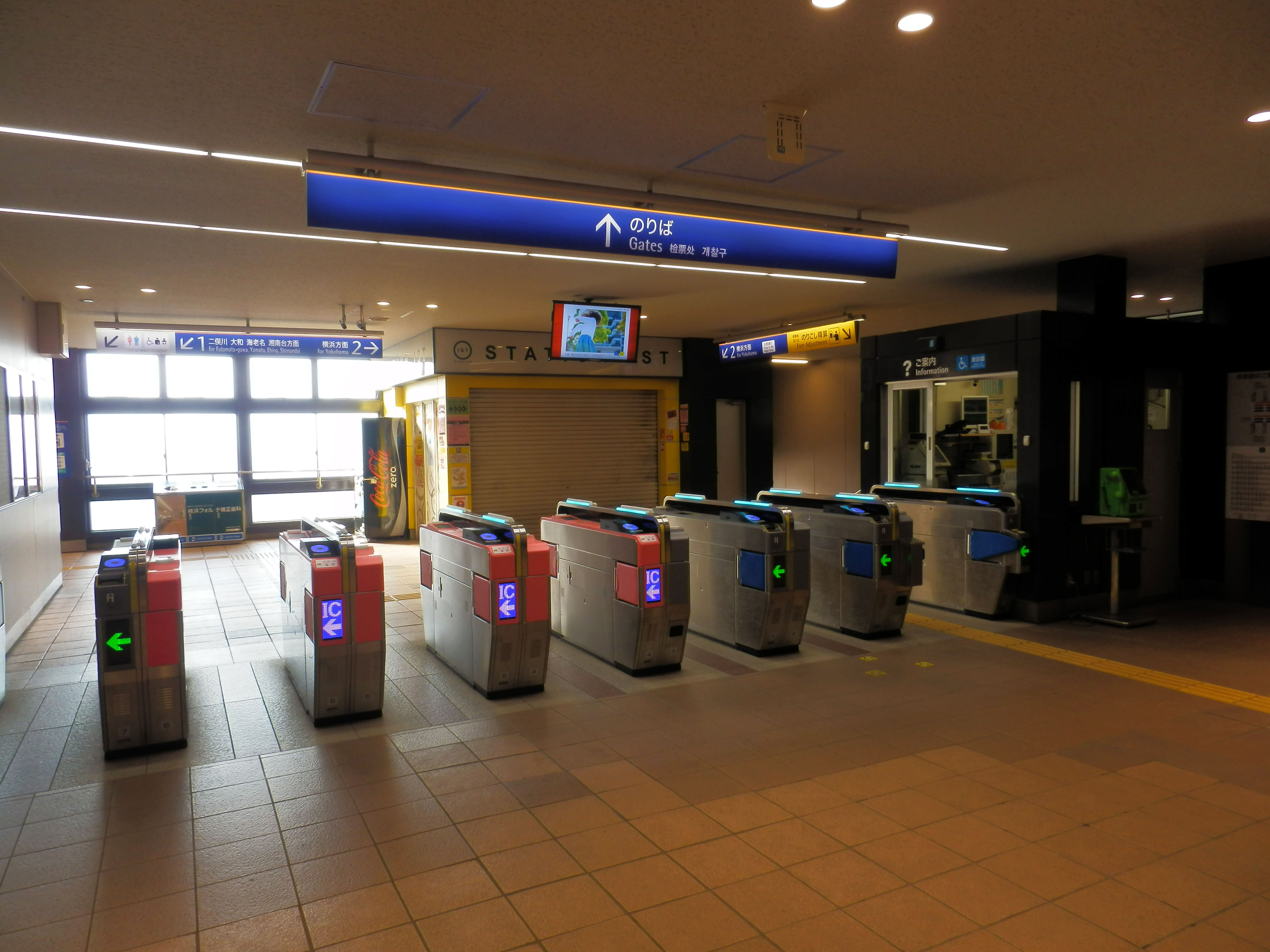
개찰구

## 인접역
| 사가미 철도 본선            | 사가미 철도 본선 | 사가미 철도 본선              |
| --------------------------- | ---------------- | ----------------------------- |
| SO05 호시카와 요코하마 방면 | ■ 각역정차       | 가미호시카와 SO07 에비나 방면 |